# Недялковці (Габровська область)
Недя́лковці (болг. Недялковци) — село в Габровській області Болгарії. Входить до складу общини Трявна.

## Населення
За даними перепису населення 2011 року у селі проживали 0 осіб.
Динаміка населення: